# مدرسه شریعتمدار (داورزن)
مدرسه شریعتمدار مربوط به دوره قاجار است و در شهرستان داورزن، روستای مزینان واقع شده و این اثر در تاریخ ۲۷ بهمن ۱۳۸۲ با شمارهٔ ثبت ۱۰۹۰۵ به‌عنوان یکی از آثار ملی ایران به ثبت رسیده‌است.